# Serradalt
Serradalt – miejscowość w Hiszpanii, w Katalonii, w prowincji Tarragona, w comarce Alt Camp, w gminie Alcover.
Według danych INE w 2020 roku liczyła 315 mieszkańców – 165 mężczyzn i 150 kobiet. 